# Canadees kenteken

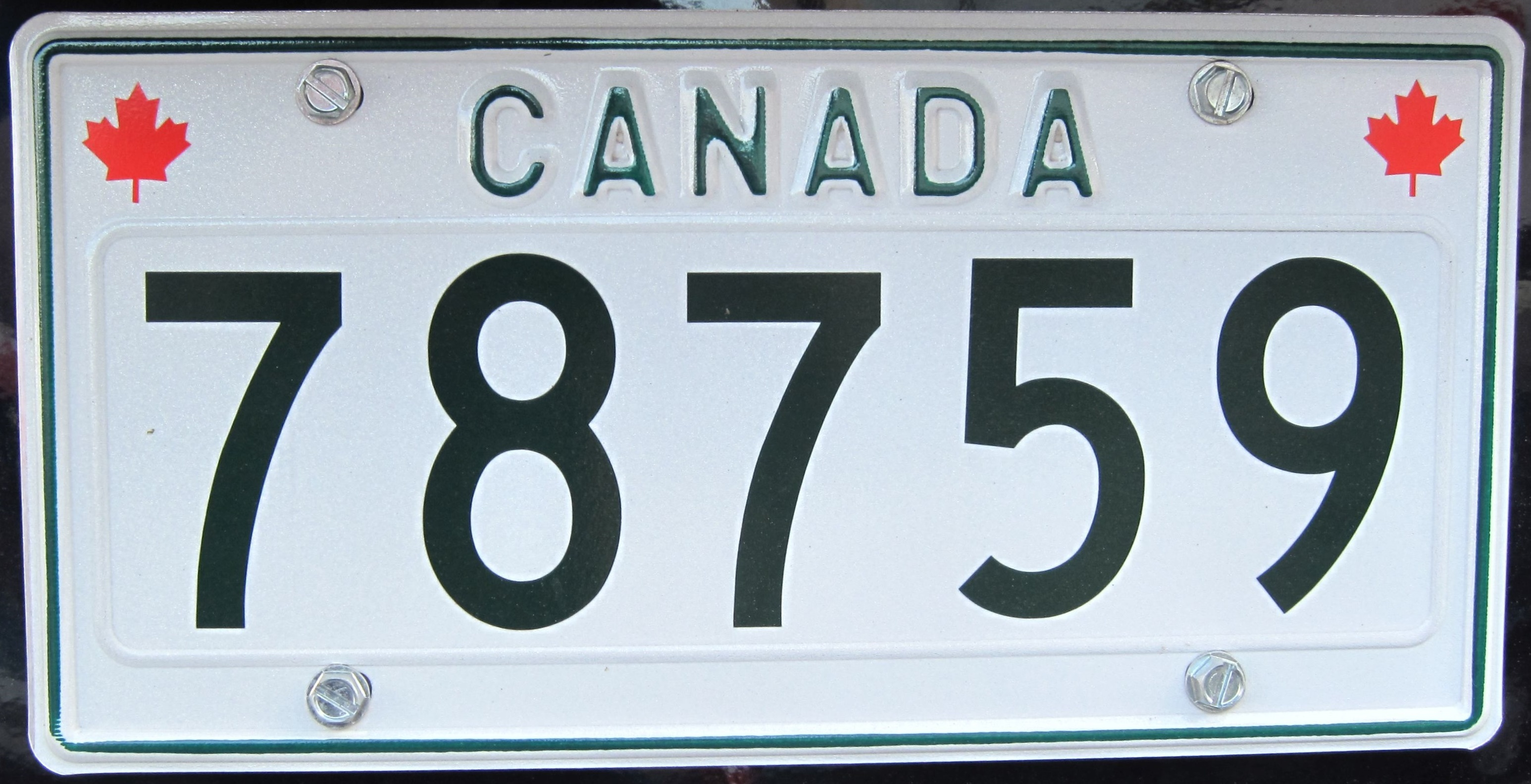
Overheidskentekenplaat

In Canada heeft elke provincie of territorium zijn eigen kentekenplaat.
Het kenteken wordt, behalve in Newfoundland en Labrador aan een persoon uitgereikt en kan dus overgaan op een nieuwe auto.
Het is mogelijk om in Canada een zelfgekozen lettercombinatie op de nummerplaat te laten zetten.
| Vlag | Provincie                | Kentekenplaat |
| ---- | ------------------------ | ------------- |
|      | Alberta                  |               |
|      | Brits-Columbia           |               |
|      | Manitoba                 |               |
|      | New Brunswick            |               |
|      | Newfoundland en Labrador |               |
|      | Nova Scotia              |               |
|      | Ontario                  |               |
|      | Prince Edward Island     |               |
|      | Québec                   |               |
|      | Saskatchewan             |               |
| Vlag | Territorium              | Kentekenplaat |
|      | Northwest Territories    |               |
|      | Nunavut                  |               |
|      | Yukon                    |               |